# Gentianella cuspidata
Gentianella cuspidata là một loài thực vật có hoa trong họ Long đởm. Loài này được (Griseb.) J.S.Pringle mô tả khoa học đầu tiên năm 1986.